# Schuhbrücke

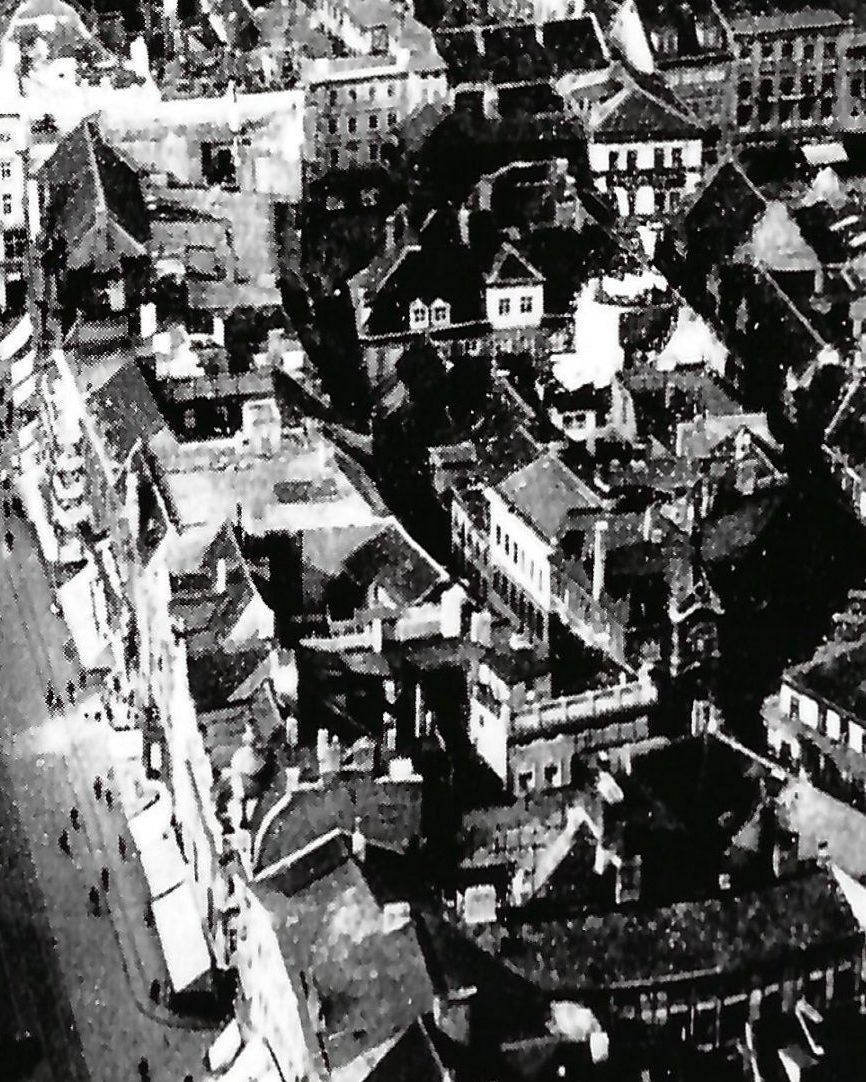
Luftaufnahme der Schuhbrücke (Straßenzug in der Mitte), vor 1945

Die Schuhbrücke war eine Straße in Magdeburg im heutigen Sachsen-Anhalt. Nach Zerstörungen im Zweiten Weltkrieg wurde die Straße aufgegeben und überbaut.

## Lage und Verlauf
Die Straße befand sich in der Magdeburger Altstadt. Sie begann im Süden an der Königshofstraße, als nördliche Verlängerung der Tischlerbrücke. Sie kreuzte in ihrem Verlauf die Schuhgasse und mündete letztlich im Norden auf den Alten Markt. Westlich der Schuhbrücke verlief der Breite Weg parallel, im Osten der Schwibbogen.
Die Hausnummerierung verlief von der Nummer 1 an der südöstlichen Ecke aufwärts entlang der Ostseite. Nach der Nummer 10 kreuzte die Schuhgasse, nach der Nummer 12 folgte die Einmündung auf den Alten Markt. Auf der Westseite verlief die Nummerierung dann beginnend mit der Nummer 13 nach Süden. Zwischen 17 und 18 kreuzte die Schuhgasse. Mit der Nummer 29 mündete die Schuhbrücke wieder auf die Königshofstraße.
Heute befindet sich an dieser Stelle im Süden die Ernst-Reuter-Allee. Nördlich hiervon erstreckt sich der westliche Teil eines in der Zeit der DDR errichteten Wohnhauskomplexes, südwestlich des Alten Markts.

## Geschichte
Der Name Schuhbrücke wurde erstmalig im Jahr 1220 erwähnt. 1298 wird sie lateinisch als longus pons caligatorum (deutsch Lange Schuhbrücke) bezeichnet. Die Kurze Schuhbrücke war die spätere Schuhgasse. Der Name ergab sich, da in diesem Bereich die Schuster lebten. Ihr altes Innungshaus befand sich gegenüber der Einmündung der Schuhbrücke auf den Alten Markt. Der Namensbestandteil Brücke war in Magdeburg üblich für die ersten im Mittelalter gepflasterten Straßen. Sie hatten in der Mitte der Straße einen mit Steinplatten belegten Bürgersteig. Der Name blieb unverändert, wobei im 17. und 18. Jahrhundert zum Teil auch die Bezeichnung Schusterbrücke verwandt wurde.
Während des Zweiten Weltkriegs wurde der Bereich stark zerstört. Bei anschließend erfolgten archäologischen Ausgrabungen wurden mehrere Funde gemacht. So wurden im Straßenbereich zwischen den Nummern 5/6 und 22 Reste von Kugeltöpfen aus der Zeit um 1100 und dem 12. Jahrhundert sowie von mit Wellen verzierten Standbodengefäßen gefunden. Bei der Nummer 8 fand man Scherben mit glasierter Keramik, Glas und Steinzeug sowie einen Kugeltopf aus dem 12. Jahrhundert. Eine weitere Fundstelle mit Resten eines ähnlich alten Kugeltopfs befand sich etwas nördlich hiervon zwischen den Hausnummern 8 und 9. Vor dem Grundstück Nummer 10 fand man neben Glas auch Bronzereste, einen Glasring und Randscherben eines Kugeltopfes aus dem 12. Jahrhundert. In der Zeit der DDR wurde die Straße nicht wieder aufgebaut, sondern wurde zum größten Teil mit einem Komplex aus Wohn- und Geschäftshäusern überbaut.

## Historische Häuser der Schuhbrücke
| Hausnummer | Name                      | Bemerkungen | Bild |
| ---------- | ------------------------- | --- | ---- |
| 1          |                           | 1631 und 1653 gehörte es dem Tischler Moritz Hollmann (oder Hellmann), 1683 dann dem Schuster Heinrich Windel. Er veräußerte das Haus 1699 für 930 Taler an den Bortenwirker Christian Hilmar König, der es im Jahr 1702 für 1260 Taler an den Arzt Dr. Mark Anton Selina verkaufte. In späterer Zeit gehörte es David Maquet. |      |
| 2          |                           | In den Jahren 1631 und 1636 wurde Georg Kroll (auch Grolle) als Eigentümer geführt. Die Tochter von Christian List verkaufte die Stätte 1651 für 55 Taler an Moritz Hollmann, dem auch die Nummer 1 gehörte. Auch 1683 und 1694 gehörte das Haus mit dem Schuster Heinrich Windel weiterhin dem Eigentümer des Nachbargrundstücks. 1699 und 1702 war der Schuster Stephan Rosenberg Eigentümer, in der Zeit bis 1735 Johann Jakob Rosenberg. |      |
| 3          |                           | 1631 war die Witwe von Thomas Rehrer (möglicherweise auch Reper). Nach 1631 baute Jakob Reper ein Haus und veräußerte es 1636 für 130 Taler an Michael Rudolf. Der Buchbinder Heinrich Rudolf (auch Rolf) wurde 1651 und 1670 als Eigentümer des Hauses geführt, 1683 dann sein Schwiegersohn, der Buchbinder Gottfried Wittig. 1694 und dann bis 1726 gehörte es dem Schuhmacher Andreas Schröder. |      |
| 4          |                           | Im Jahr 1631 wurde die Erben von Zacharias Hornung als Eigentümer geführt. Sie veräußerten die Stätte für 100 Taler im Jahr 1652 an den Schneider Georg Goldau, der das Haus 1670 an den Schuster Peter Melitz für 430 Taler verkaufte. Melitz wurde zuletzt 1694 erwähnt. 1703 und dann bis 1737 gehörte es dem Schuster Gregor Dannehl. |      |
| 5          |                           | 1631 war Matz Franke Eigentümer, 1642 dann Hans Berlin. Im Jahr 1643 veräußerte der Zimmermann Hans Körner das Haus für 60 Taler an den Schneider Georg Goldau. Von Goldau erwarb es 1655 für 280 Taler der Schuster Loeonhard Matthias. Seine Erben verkauften es 1691 für 200 Taler an den Schuster Paul Kattner. Er wurde zuletzt im Jahr 1712 erwähnt. 1715 und dann bis 1721 war der Schuster Andreas Räder Eigentümer. |      |
| 6          |                           | Andreas Günther war im Jahr 1631 Eigentümer. 1642 und dann bis zu ihrem Tod im Jahr 1667 gehörte es seiner Witwe. Von ihr erbte es Stephan Lüdecke, der das Haus noch 1667 für 185 Taler an den Hutmacher Christian Kirchner veräußerte. Von seinen Erben erwarb es 1693 für 320 Taler der Hutmacher Hans Julius Kirchner. Er verkaufte es 1697 für 400 Taler an den Handelsmann Peter Hugersdorf. Im Jahr 1707 wurde der Schuster Andreas Schreck als Eigentümer genannt, 1708 der Schuster Adam Wirth. Wirth veräußerte es 1715 für 500 Taler an den Knopfmacher Johann Heinrich Seekampf, dem es bis 1727 gehörte. |      |
| 7          |                           | In der Zeit vor 1631 war der Schuster Paul Henning Eigentümer. 1651 wurde die Stätte von seinen Erben, den Schustern Jakob Wieborg und Klaus Henning, für 110 Taler an den Schuster Hans Österreich veräußert. Österreichs Erben veräußerten das Haus 1683 für 305 Taler an den Schuster Martin Schreck senior. Im Jahr 1715 verkauften seine Erben es an den Schuster Martin Schreck junior, der es für 500 Taler 1719 an den Glaser Bartel Költz veräußerte. |      |
| 8          | Zum grauen Bart           | Vor 1631 standen auf dem Grundstück noch zwei Häuser. Eines gehörte 1631 und 1651 dem Siebmacher Bartel Schneider. Auf ihn folgte der Schuster Hans Bierstedt. Das andere Haus gehörte 1631 dem Hutmacher Adam Junge. Er veräußerte die Stätte 1651 für 70 Taler an den Eigentümer des Nachbargrundstücks Bierstedt, so dass nun beide Teile vereint waren. Bierstedt wurde zuletzt 1683 als Eigentümer des Hauses genannt. 1694 war der Ratskämmerer Friedrich Krüger Eigentümer. Von ihm erwarb es 1703 für 450 Taler der Kaufmann Jean Girot. Girot nahm es als Hinterhaus zu seinem Grundstück Schwibbogen 8b. |      |
| 9          |                           | 1651 bestand hier ein dem Tischler Simon Hoffbauer gehörendes Haus. Im Jahr 1683 wurde dann seine Witwe als Eigentümerin geführt. 1694 erwarb es der Pfarrer Christoph Koch für 458 Taler vom Tischler Lorenz Hochkirch. Koch veräußerte es noch im gleichen Jahr für 430 Taler an den Tischler Hans Heinrich Bons (auch Bunsen oder Bohne). Er blieb bis 1723 Eigentümer. |      |
| 10         | Zum goldenen Schloß       | Im Jahr 1631 war Andreas Hoffmann Eigentümer. Das Haus gehörte 1651 und auch noch 1681 dem Schuster Johann Hoffmann, 1683 dann bereits seinen Erben. Sein Schwiegersohn, der Schuster Georg Schneider, veräußerte das Haus 1685 für 304 Taler an den Hutmacher Joachim Ferse (auch Verse). Von Ferse erwarb es 1698 für 310 Taler der Schuster Gottfried Wagenführer, der bis 1735 Eigentümer blieb. In der Zeit um 1823 gehörte das Gebäude dem Particulier Gotthilf Heucke. 1942/1943 wurde der Zeitschriftenhändler H. Kaufmann als Eigentümer geführt. Noch in den 1930er Jahren befand sich ein auf Holz gemaltes Gemälde am Haus, das ein Schloss zeigte und den Hausnamen nannte. Über den Verbleib des Bildes ist nichts bekannt. |      |
|            | Einmündung der Schuhgasse | |      |
| 11         | Zum goldenen Beil         | 1631 gehörte es Kaspar Fordemann (fälschlich auch Foßmann), danach seinen Gläubigern Georg Kühlewein und Oswald Matthias. Die beiden veräußerten die Stätte 1645 für 150 Taler an den Schuster Paul Gartz. Ihm gehörte das Haus auch noch 1651 und 1683. Im Jahr 1688 wurden bereits seine Erben als Eigentümer geführt. 1694 und auch 1701 gehörte es dem Fleischer Haberland, der auch den Hausnamen vergab. |      |
| 12a        |                           | 1645 war das Grundstück mit einem Haus bebaut und gehörte Christian Hoffmann, der auch noch 1662 Eigentümer war. 1683 wurden dann seine Erben als Eigentümer geführt. Zumindest bis zu diesem Zeitpunkt gehörte auch das Haus 12b zum Grundstück. In der Zeit bis 1685 gehörte es Peter Pöckel, 1686 und auch noch 1704 dem Schuster Peter Schmidt. Auf ihn folgte seine Witwe, dann Georg Schmidt. In den 1930er Jahren gehörte das Areal mit zum Grundstück Alter Markt 3. |      |
| 12b        |                           | Zumindest bis zum Jahr 1683 gehörte das Areal mit zur benachbarten Nummer 12a. 1695 war der Schuster Zacharias Back Eigentümer. 1701 erwarb der Schneider Georg Hoffmann das Haus vom Strumpfstricker Heinrich Schaub. Im Jahr 1710 gehörte es Hoffmanns Witwe, später dann Nikolaus Weber. Im 18. Jahrhundert gelangte es zu einem Nachbargrundstück. Es wurde als Hinterhaus genutzt. In den 1930er Jahren gehörte das Areal mit zum Grundstück Alter Markt 3. |      |
| 13         |                           | 1631 gehörte die Stelle mit zum Grundstück Alter Markt 2. Margarete Bühnemann, geborene Dhuis, trennt das Grundstück dann vom Alten Markt 2 ab und veräußerte sie im Jahr 1636 für 50 Taler an den Schuster Valentin Stüber, der ein Haus errichtete. 1672 verkaufte er das Haus für 300 Taler an seinen Schwiegersohn, den Schuster Michael Schmidt. Im Jahr 1679 gehörte es dann seiner Witwe, die es in diesem Jahr für 330 Taler an den Schuster Hans Lindenberg veräußerte. Ihm gehörte auch das benachbarte Grundstück Nummer 14. Lindenberg errichtete auf den beiden Grundstücken ein Haus. Er teilte die Grundstücke 1720 wieder und verkaufte die Nummer 13 an Joachim Schrecke. |      |
| 14         |                           | Im Jahr 1631 gehörte es dem Schuster Andreas Gottschalk. In der Zeit bis 1639 baute er, wohl nach der Zerstörung Magdeburgs im Jahr 1631, ein kleines Haus, das seine Witwe 1658 für 230 Taler an den Schuster Hans Österreich verkaufte. Österreich war bis 1661 Eigentümer, auf ihn folgte die Kämmerei, die an Hans Lindenberg veräußerte. Lindenberg gehörte auch die Nummer 13. Im Jahr 1720 verkaufte er an den Schuster Johann Gley (auch Glaye), der bis 1728 Eigentümer blieb. |      |
| 15         |                           | Das Haus gehörte als Hinterhaus zur Ratsschenke Zur Lauenburg, Breiter Weg 51. |      |
| 16         |                           | Das Haus gehörte als Hinterhaus zur Ratsschenke Zur Lauenburg, Breiter Weg 51. |      |
| 17         | Zum weißen Rößchen        | Von 1618 bis 1661 gehörte das Grundstück dem Schuster Hans Kraye (auch Krähe). 1642 bebaute er, wohl nach der Zerstörung der Stadt von 1631, das Grundstück, geriet jedoch in Konkurs. Der Schuster Hans Hohmann erwarb das Haus 1661 für 805 Taler. Hohmanns Schwiegersohn, der Schuster Eckart Wirth, übernahm es 1665. Wirth verstarb 1681. Der neue Mann seiner Witwe, der Schuster Georg Schneider, wurde darauf Eigentümer. Auf ihn folgte seine Witwe, die es 1707 für 700 Taler an ihren Sohn, den Schuster Adam Wirth, veräußerte. Er blieb bis 1722 Eigentümer. |      |
|            | Einmündung der Schuhgasse | |      |
| 18         | Zum weißen Rößchen        | Das Grundstück war ein Lehn des Klosters Unser Lieben Frauen. Im Jahr 1631 war Andreas Eierkuchen (fälschlich auch Tyrkock) Besitzer. Er veräußerte 1645 die Stätte für 144 Taler an den Schuster Hohmann, der sie 1665 neu bebaute. Der Schuster Wirth erwarb es 1680 für 500 Taler von Hohmann. Wirth verstarb 1681 und vererbte das Haus an seine Söhne. Seinem Sohn Adam gehörte es noch 1705, im Jahr 1715 dann dem Schuster Andreas Schreck. Schreck veräußerte es 1720 für 640 Taler an den Schuster Samuel Friedrich Dieterich. Bei nach der Zerstörung erfolgten archäologischen Grabungen wurden Scherben aus dem 13. und 14. Jahrhundert sowie ein mit einem Fabeltier versehener Spielstein gefunden. |      |
| 19         |                           | Im Jahr 1651 war das Grundstück mit einem Haus bebaut. Es gehörte zu diesem Zeitpunkt und auch noch 1672 dem Schuster Marx Münden. 1683 wurden dann seine Erben als Eigentümer geführt, später Georg Lange. 1709 und dann bis 1722 war der Schuster Erdmann Dietrich Eigentümer. |      |
| 20         |                           | Das Haus wurde spätestens seit 1682 als Hinterhaus zum Grundstück Breiter Weg 48 genutzt. Im Jahr 1683 gehörte es dem Schuster Joachim Neukirch, dessen Erben es 1718 für 575 Taler an den Schuster Georg Erdmann veräußerten. Erdmann blieb bis 1740 Eigentümer. Nach der Zerstörung erfolgte eine archäologische Grabung, die Scherben von slawischen Standbodengefäßen aus der Zeit vor dem Jahr 1000 erbrachte. Außerdem fand man auf Resten eines Pflasters Scherben von Kugeltöpfen aus der Zeit um das Jahr 1000 sowie aus dem 11. und 12. Jahrhundert. Darüber hinaus fanden sich mit Wellen verzierte Scherben von Standbodengefäßen und auch von slawischen Standbodengefäßen aus der Zeit zwischen 1000 und 1200. Auf der Ostseite war das Pflaster von einem verkohlten Balkenrest begrenzt. |      |
| 21         |                           | Im Jahr 1651 war das Grundstück mit einem Haus bebaut und gehörte dem Schuster Nikolaus Windel, der auch 1681 noch Eigentümer war. 1683 gehörte es dann bereits seiner Witwe, die auch noch 1690 verzeichnet wurde. 1692 erwarb es der Schuster Joachim Wagenführer für 250 Taler von Windels Schwiegersohn, dem Schuster Samuel Mathias Dietrich. Nach Wagenführers Tod heiratete seine Witwe den Schuster Johann Heise, dem das Haus 1703 gehörte und der bis 1733 Eigentümer blieb. Bei nach der Zerstörung erfolgten archäologischen Grabungen wurde auf dem Grundstück Scherben aus dem 13. Jahrhundert von Steinzeug, glasierte Ware und Glas gefunden. Darüber hinaus Reste von Kugeltöpfen niedersächsischer Art aus der Zeit um 1100 sowie dem 12. Jahrhundert sowie eine Randscherbe von Standbodengefäßen, die mit Slawen im ostelbischen Raum in Verbindung gebärden können. Weiterhin fand man eine grubenartige Vertiefung mit Scherben des 14. und 15. Jahrhunderts darunter glasierte Keramik, Glas, Dachziegel und Knochen. Darunter auch ein Rest eines mit Wellen verzierten Standgefäßes. |      |
| 22         |                           | 1631 war Peter Bierstedt Eigentümer. Im Jahr 1651 gehörte das Grundstück dann seiner Witwe. Zu diesem Zeitpunkt war es mit einem Haus bebaut. In den Jahren 1678 und 1696 wurde der Schuster Simon Bierstedt als Eigentümer geführt. 1699 gehörte es dem Schuster Andreas Meyer, der bis 1736 Eigentümer blieb. Bei nach der Zerstörung erfolgten archäologischen Grabungen wurden auf dem Grundstück zahlreiche Knochen mit Scherben aus dem 13. Jahrhundert sowie Reste von Kugeltöpfen aus der Zeit um 1100 und dem 12. Jahrhundert gefunden. Darüber hinaus fand man eine Abfallgrube mit Scherben des 13. und 14. Jahrhunderts, darunter der 15 Zentimeter hohe obere Teil eines Bartmannkrugs mit einem Durchmesser von 10,2 Zentimetern und einer frühen gelblichgrünen Glasur und auf Hals und Schulter aufgesetzten Rosetten. Weiterhin fand sich der beschädigte Ausguss eines Aquamaniles in Form eines Tierkopfes und Wandscherben von Standbodengefäßen aus der Zeit vor dem Jahr 1000, darunter auch slawische aus dem ostelbischen Raum.                                                       |      |
| 23         |                           | In den Jahren 1631 und 1651 war Kaspar Müller Eigentümer, wobei das Grundstück 1651 mit einem Haus bebaut war. 1681 gehörte es dann dem Schuster Hans Müller, 1683 bereits seinen Erben. Der Schuster Julius Silberbort war 1695 Eigentümer. Er veräußerte es im Jahr 1714 für 460 Taler an Hans Seefisch, dem es bis 1756 gehörte. |      |
| 24         |                           | 1631 gehörte es Moritz Köhler. Die Stätte wurde dann 1636 durch die Witwe von Stephan Köhler an den Schuster David Sparveit veräußert. Er war auch noch 1653 Eigentümer. 1683 gehörte es dann dem Schuster Michael Sparveit senior. In der Zeit bis 1702 folgte auf ihn seine Witwe, dann der Schuster Michael Sparveit junior, der es 1710 für 400 Taler an den Schuster Andreas Schröder verkaufte. Schröder blieb bis 1726 Eigentümer. |      |
| 25         |                           | 1638 und 1653 wurde Philipp Rennert als Eigentümer geführt. 1683 und dann noch bis 1686 gehörte das Grundstück den Erben des Schusters Christian Bocholt. Von 1686 bis 1726 war der Schuster Peter Bode Eigentümer. |      |
| 26         |                           | In der Zeit vor 1631 gehörte das Haus Thomas Grentze, dann Frau Dr. Barkey. Auf sie folgte Paul Töpke (auch Döbke) und dann Levon Löde. Löde veräußerte die Stätte im Jahr 1638 für 50 Taler an den Schuster Jakob Eckert. Er bebaute die Fläche in der Zeit bis 1642. Zuletzt wurde er 1666 erwähnt. 1678 und 1681 wurde der Schuster Joachim Wolf als Eigentümer verzeichnet, 1683 dann bereits seine Erben. Von den Erben erwarb es 1685 der Lohgerber Christoph Hermann, der es jedoch bereits 1686 für 120 Taler an den Schuster Johann Mendel veräußerte. 1706 veräußerte er es für 325 Taler an den Schuster Jeremias Krahmer, dem es bis 1735 gehörte. |      |
| 27         |                           | Der Schuster Jakob Eckert war in der Zeit vor 1631 Eigentümer des Hauses. Er veräußerte das Haus im Jahr 1653 für 175 Taler an Wichard Zecheldorf. Zecheldorf nutzte es als Hinterhaus zum Gebäude Breiter Weg 45. 1667 war das Grundstück wieder abgetrennt. Zu diesem Zeitpunkt gehörte es dem Schuster Hans Christoph Wagenführer, dem es auch 1712 gehörte. |      |
| 28         |                           | Bis spätestens 1666 gehörte das Grundstück mit zum Haus Königshofstraße 9. Im Jahr 1653 war die Stätte, wohl noch infolge der Zerstörung der Stadt im Jahr 1631, noch wüst. 1666 war dann der Schuster Joachim Schönebeck Eigentümer. Er bebaute das Grundstück neu. 1683 gehörte das Anwesen dann seiner Witwe, die es 1699 für 180 Taler an den Schuster Christian Quittenbaum verkaufte, dem es bis 1746 gehörte. |      |
| 29         |                           | In der Zeit vor 1631 war Mathias Bethge Eigentümer. Dessen Erben veräußerten 1665 das Haus für 150 Taler an den Sohn, den Schuster Andreas Bethge. Zuletzt wurde er 1680 erwähnt. Sein Schwiegersohn, der Schuster Georg Erich Henning (auch Hennicke), wurde 1683 und 1699 als Eigentümer des Hauses genannt. Für 1707 ist ein Verkauf des Anwesens durch die Witwe des Kupferschmieds Joachim Dörre für 660 Taler an den Schuster Samuel Friedrich Dieterich belegt. Dieterichs Witwe gehörte es bis 1754. |      |

In der Schuhbrücke befand sich das Haus Zur Windmühle, wobei eine Zuordnung zu einem bestimmten Grundstück nicht möglich war. Fälschlich wurde auch ein Haus Zum Wolf für die Schuhbrücke angegeben. Tatsächlich handelt es sich jedoch bei der Angabe auf der Schuhbrücke by dem welve nur um eine Ortsbeschreibung bei dem Gewölbe.